# Eiríkur Hauksson
Eiríkur Hauksson (Reykjavík, 4 luglio 1959) è un cantante islandese.

## Carriera
Iniziò la carriera nel 1981 nel gruppo degli Start. Nel 1988 si trasferì a Østfold in Norvegia per diventare cantante del gruppo power metal degli Artch. Ha partecipato all'Eurovision Song Contest 2007 cantando la canzone Valentine Lost.
Ha fatto parte degli ICY, un gruppo islandese, facendo debuttare l'Islanda all'Eurovision Song Contest 1986 con Gleðibankinn. All'Eurovision Song Contest 1991 è parte dei Just 4 Fun con Mrs. Thompson in rappresentanza della Norvegia.